# Didymothallus nudigena
Didymothallus nudigena is een straalvinnige vissensoort uit de familie van de naaldvissen (Bythitidae). De wetenschappelijke naam van de soort is voor het eerst geldig gepubliceerd in 2011 door Schwarzhans & Møller.